# Krystian Bielik
Krystian Bielik (* 4. ledna 1998, Konin) je polský fotbalista hrající na pozici defenzivního záložníka v anglickém klubu Derby County FC